# 김천두
김천두(金千斗, 1928년 9월 18일~2017년 2월 9일)는 한국의 예술가이다. 

## 생애
소천 김천두 화백은 1928년 전남 장흥에서 출생했다. 광산김씨 양간공연의 후예로 본명은 김석중이다. 일본 구주대학 문학부 철학을 전공했고 현대미술초대전초대작가(국립현대미술관), 아세아현대미술대전 초대출품(동경), 북경아시아미술대전(천안문고궁) 등에 활동했고 개인전을 39회 가졌다.
생전에 중용(中庸)을 자신의 예술철학에 영향을 끼친 사상으로 꼽았고 술과 담배를 멀리하고 늘 고요하고 맑은 정신을 유지하며 작업에 몰두해왔다. 평소 수려한 산수와 당대 유명한 스승들이 많아 배움의 길을 확장하는데 부족함이 없다며 고향 유천재(柳川齋)에서의 글공부 했던 유년 시절을 회상하곤 했다.
유천재와 다산재에서 시(詩),서(書),화(畵)하는 호남의 문인 묵객을 만나고 배우면서 강호를 유람 하면서 다초 위복량 선생과 잠계 백형기 선생 문하에서 서예를 익혔고 남화의 거목 남농 허건 등에게 산수화의 기법을 배웠다. 또 월전 장우성에 인물, 화조 등을 사사 받아 일생 동안 김천두 화백 특유의 시·서·화의 고졸미(古拙美) 넘치는 정신 세계를 추구했다.

## 활동
- 1957 개인전(광주 무등화랑)
- 1962 개인전(서울공보관)
- 1999 개인전(도쿄 미쓰고시화랑)
- 2008 개인전(KBS시청자갤러리) 등
- 1961·1965·1968·1972 국전 입선
- 1968 한중미술문화교류전(대만 타이베이)
- 1979 화랑초대전(미도파화랑)
- 1981 도쿄국제미술협회전, 1989 현대미술초대작가전(국립현대미술관)
- 1994 한국작가뉴욕초대전(뉴욕 한미문화원)
- 2006 원로화백초대전(이형아트센터) 등 / 한국서화작가협회 부회장, 한국전업미술가협회 고문 등

## 참고 자료
- 『소천 김천두 시집』(경인문화사, 2001), 『소천 화집』(철도문화사, 2009)